# Внутрипартийные выборы в «Единой России»
Внутрипартийные выборы в «Единой России» — формально обязательная процедура предварительного голосования по отбору кандидатов в депутаты и глав городов и регионов, закреплённая в Положении политической партии Единая Россия. Наиболее массовые внутрипартийные выборы «Единая Россия» провела в 2016 году перед предстоящими выборами в Государственную думу Российской Федерации. Результаты внутрипартийных выборов не имеют обязательного характера для решения вопроса о выдвижении кандидата от «Единой России». Кроме того, в 2016 году (и в 2011 году) от «Единой России» ряд кандидатов был выдвинут в Государственную думу Российской Федерации из числа лиц, не участвовавших во внутрипартийных выборах.

## История

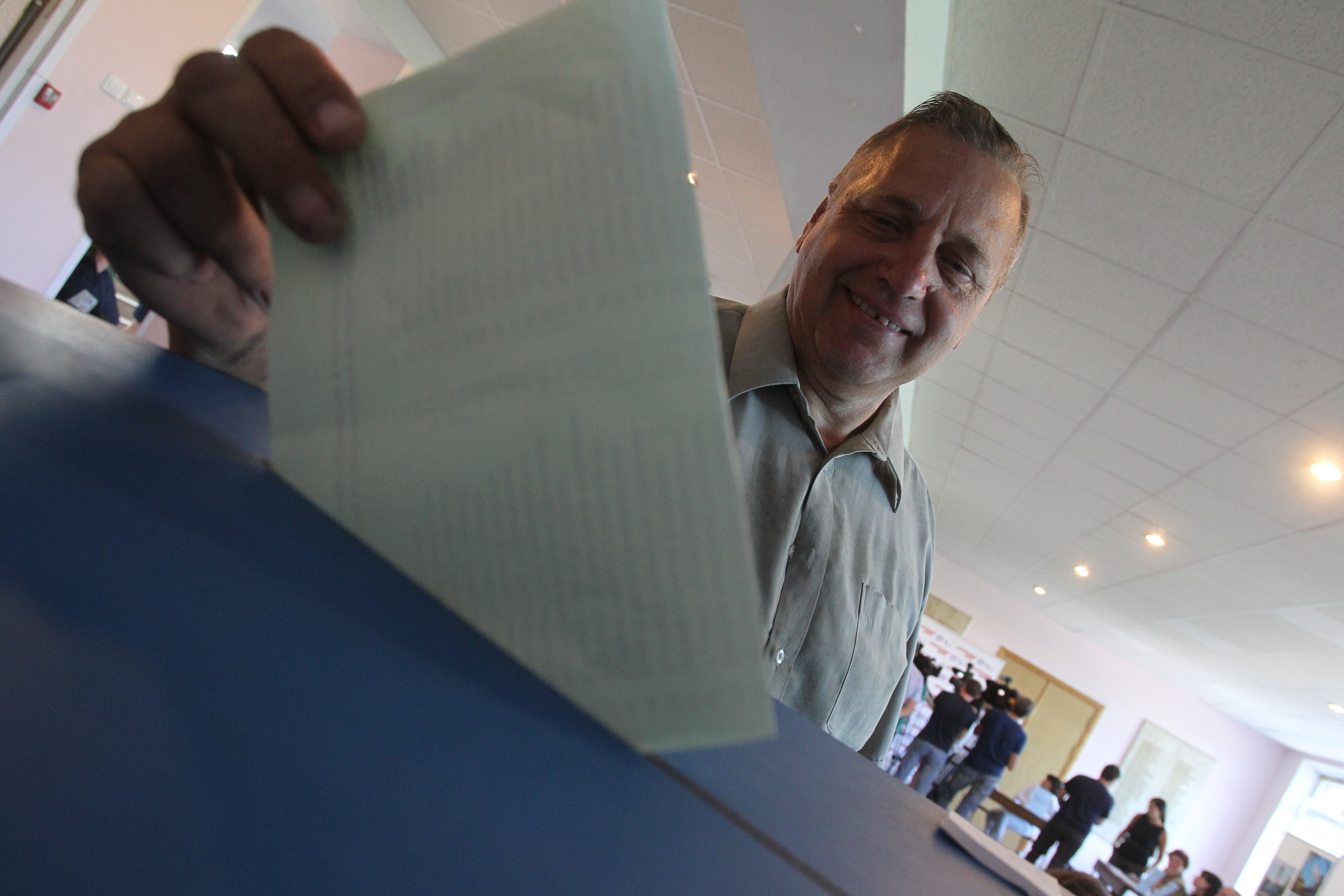
Участник предварительного голосования «Единой России» и ОНФ в Нижнем Новгороде

В августе 2007 года «Единая Россия» провела первые внутрипартийные выборы перед осенними выборами в Госдуму. Тогда результаты выборов не являлись обязательными, когда победители голосования в ряде случаев не выдвигались кандидатами от партии. Например, съезд «Единой России» включил в список кандидатов в Государственную думу от Самарской области лиц, которые не участвовали в внутрипартийных выборах.
В ноябре 2009 года на XI съезде «Единой России» норма об обязательном проведении процедуры внутрипартийных выборов, то есть выдвижении кандидатов на выборы на основании предварительного внутрипартийного голосования, была внесена в Устав партии. По Уставу «Единой России» внутрипартийные выборы начинаются не позднее, чем за 60 дней до начала периода выдвижения кандидатов, и заканчиваются не позднее, чем за 30 дней до начала периода выдвижения кандидатов.
По мнению директора ВЦИОМ Валерия Фёдорова, члены партии «Единая Россия» провели эффективную информационную кампанию и вовлечь людей, которые не интересуются политикой. Президент РФ Дмитрий Медведев отмечал, что проведение внутрипартийных выборов оказывает благотворное влияние на развитие политической системы в целом.
В 2011 году Владимир Путин заявил, что считает целесообразным проведение внутрипартийных выборов для всех партий, а также распространение этой практики на региональный и муниципальный уровни. 24 августа 2011 года Олег Морозов сообщил, что в сентябре 2011 года «Единая Россия» намерена внести в Госдуму законопроект о введении обязательных внутрипартийных выборах.

## «Общенародный праймериз» к думской кампании 2011 года
Перед выборами в Государственную думу 2011 года партия провела «Общенародный праймериз». Несмотря на свое название «Общенародный праймериз» был внутрипартийным голосованием, где право избирать имели не все граждане, а лишь специально отобранные региональными координационными советами выборщики, которых в России было около 200 тыс. человек (0,21 % от общего числа избирателей). При этом число выборщиков во время голосования было примерно в 10 раз меньшим, чем количество членов «Единой России» (на середину 2010 года в партии было более 2 млн членов). С учетом того, что среди выборщиков лишь половина была членами «Единой России», то правом избирать на «Общенародном праймериз» были наделены лишь около 5 % членов этой партии.
В июне 2011 Координационный совет ОНФ утвердил Положение о порядке проведения народного предварительного голосования. Самовыдвижение кандидатов не было предусмотрено. Для участия в «Общенародном праймериз» 2011 года кандидат (он мог быть как членом «Единой России», так и беспартийным) должен был быть выдвинут либо одним из высших органов «Единой России», либо координационным советом Общероссийского народного фронта. В списке участников предварительного голосования 50 % должны были представлять «Единую Россию», а 50 % — являться представители общественных организаций, которые входят в региональный координационный совет в равном представительстве. По итогам тайного голосования уполномоченных Региональных координационных советов, по представленным кандидатурам председатель «Единой России» Владимир Путин составил список и внёс его на утверждение съезда партии. Таким образом, происходил отбор из нескольких тысяч кандидатов 600 человек (из которых не менее 150 представляли общественные организации), которые составили партийный список «Единой России» на выборы в Государственную Думу 2011 года. Федеральный список партии составил лично Владимир Путин. При этом в каждой региональной тройке был хотя бы один представитель ОНФ.
По данным на 19 июля в внутрипартийных выборах участвовали 4665 человек. 58 % участвующих в мероприятии — члены различных общественных организаций, 36 % представляли «Единую Россию», остальные — самовыдвиженцы. 1800 человек из желающих попасть в партийные списки — беспартийные.
Конкуренция на место в списке составляла 8-10 человек, ежедневно в внутрипартийных выборах участвовали около 20 тысяч выборщиков. Всего предполагалось около 232 тысяч выборщиков. По оценке исследователя А. Ю. Янклович, «Общенародный праймериз» был прежде всего внутрипартийным мероприятием, которое не оказало существенного влияния на избирательную кампанию в Государственную думу 2011 года.

## Календарь внутрипартийных выборов 2011 года
- 16 июня 2011 года председатель «Единой России» Владимир Путин объявил о начале выдвижения кандидатов.
- 20 июля завершилась подача списков кандидатов в Федеральный Координационный совет (ФКС) ОНФ[19].
- 21 июля начиналось проведение предварительного голосования уполномоченных Региональных координационных советов и проходило до 25 августа[20].
- С 25 по 1 сентября проводились региональные конференции по выдвижению делегатов Съезда, одновременно проходило поддержка списков для предоставления в ФКС.
- До 10 сентября проводился сбор документов от кандидатов в федеральный список в Госдуму.
- Председатель партии Владимир Путин внёс окончательный список кандидатов в Госдуму на съезд «Единой России», который должен был проходить 23-24 сентября[21].

## Результаты внутрипартийных выборов по отдельным регионам

### Москва
В предварительном голосовании участвовало более 10,5 тысяч выборщиков.
Результаты:
| Место | Кандидат             | Статус                                         |
| ----- | -------------------- | ---------------------------------------------- |
| 1     | Сергей Собянин       | мэр Москвы                                     |
| 2     | Людмила Швецова      | заместитель мэра Москвы по социальной политике |
| 3     | Владимир Крупенников | глава региональной организации инвалидов       |
| 4     | Владимир Долгих      | председатель Московского совета ветеранов      |
| 5     | Николай Гончар       | депутат ГД                                     |
| 6     | Андрей Исаев         | депутат ГД                                     |
| 7     | Владимир Ресин       | первый заместитель мэра Москвы                 |

### Санкт-Петербург
| Место | Кандидат         | Статус                                 |
| ----- | ---------------- | -------------------------------------- |
| 1     | Сергей Багненко  | глава НИИ имени Джанелидзе             |
| 2     | Виталий Южилин   | депутат ГД                             |
| 3     | Ирина Соколова   | депутат ГД                             |
| 4     | Владислав Резник | депутат ГД                             |
| 5     | Ольга Слуцкер    | глава Федерации фитнес-аэробики России |
| 6     | Наталья Карпович | депутат ГД                             |
| 7     | Дмитрий Агалямов | помощник Б. Грызлова                   |

### Республика Башкортостан
В предварительном голосовании в Башкирии участвовали около 6,5 тысяч уполномоченных выборщиков, а 123 кандидата в депутаты Государственной Думы провели 500 публичных выступлений.
| Место | Кандидат            | Статус                                                                  |
| ----- | ------------------- | ----------------------------------------------------------------------- |
| 1     | Рустэм Хамитов      | президент Республики Башкортостан                                       |
| 2     | Павел Крашенинников | депутат ГД, председатель Ассоциации юристов России                      |
| 3     | Зугура Рахматуллина | заместитель премьер-министра Республики Башкортостан                    |
| 4     | Константин Толкачёв | председатель Государственного Собрания-Курултая Республики Башкортостан |
| 5     | Павел Качкаев       | мэр Уфы                                                                 |
| 6     | Марсель Юсупов      | депутат ГД, председатель Исполкома Всемирного Курултая Башкир           |
| 7     | Александр Дегтярёв  | ректор Уфимской Государственной академии экономики и сервиса            |
| 8     | Михаил Тарасенко    | председатель Верховного Суда Республики Башкортостан                    |
| 9     | Иршат Фахритдинов   | депутат ГД                                                              |
| 10    | Рима Баталова       | 13-кратная победительница Паралимпийских игр                            |

### Республика Кабардино-Балкария
| Место | Кандидат          | Статус |
| ----- | ----------------- | --- |
| 1     | Арсен Каноков     | президент Кабардино-Балкарии                                                                                       |
| 2     | Владимир Жамборов | руководитель Администрации президента КБР, первый заместитель секретаря политсовета Регионального отделения Партии |
| 3     | Адальби Шхагошев  | депутат ГД, руководитель Межрегионального координационного совета партии по СКФО                                   |
| 4     | Юрий Васильев     | председатель Московского совета ветеранов                                                                          |
| 5     | Николай Гончар    | депутат ГД |
| 6     | Андрей Исаев      | депутат ГД |
| 7     | Ануар Чеченов     | председатель Парламента КБР, член политического совета партии «Единая Россия»                                      |

### Республика Карелия
| Место | Кандидат           | Статус                                                             |
| ----- | ------------------ | ------------------------------------------------------------------ |
| 1     | Валентина Пивненко | депутат ГД                                                         |
| 2     | Андрей Нелидов     | глава Республики Карелия                                           |
| 3     | Александр Селянин  | секретарь регионального отделения «Единой России»                  |
| 4     | Леонид Белуга      | руководитель регионального отделения Союза машиностроителей России |
| 5     | Илья Косенков      | лидер профсоюзов Карелии                                           |

### Приморский край[24]
| Место | Кандидат             | Статус                                                                          |
| ----- | -------------------- | ------------------------------------------------------------------------------- |
| 1     | Галуст Ахоян         | депутат Законодательного Собрания Приморского края, член партии «Единая Россия» |
| 2     | Эльмира Глубоковская | депутат ГД                                                                      |
| 3     | Виктор Пинский       | депутат Законодательного собрания, председатель Приморской федерации профсоюзов |

### Псковская область[25][26]
| Место | Кандидат           | Статус |
| ----- | ------------------ | --- |
| 1     | Андрей Турчак      | губернатор Псковской области |
| 2     | Елена Бибикова     | управляющий отделением Пенсионного фонда РФ по Псковской области, депутат Псковского областного Собрания                                     |
| 3     | Александр Котов    | заместитель губернатора Псковской области, Секретарь регионального политсовета партии «Единая Россия»                                        |
| 4     | Александр Васильев | ведущий инженер отдела главного инженера ГОУ ВПО «Псковский государственный политехнический институт», лидер интернет-группы «Убитые дороги» |
| 5     | Денис Кравченко    | заместитель губернатора Псковской области |
| 6     | Ульяна Михайлова   | председатель Псковского областного совета профессиональных союзов                                                                            |

По окончании предварительного голосования Александр Котов снял свою кандидатуру в пользу Ульяны Михайловой и решил сосредоточить усилия на выборы в Псковское областное собрание депутатов.

### Рязанская область[28]
| Место | Кандидат         | Статус |
| ----- | ---------------- | --- |
| 1     | Олег Ковалев     | губернатор Рязанской области |
| 2     | Екатерина Мухина | председатель Рязанского отделения общественной организации «Российский союз сельских женщин»                                                                          |
| 3     | Андрей Красов    | начальник Рязанского высшего воздушно-десантного командного училища имени генерала армии В. Ф. Маргелова                                                              |
| 4     | Николай Булаев   | депутат ГД |
| 5     | Елена Митина     | председатель Рязанской областной организации профсоюза работников народного образования и науки РФ, выдвинута Рязанским областным объединением организаций профсоюзов |

### Смоленская область
| Место | Кандидат         | Статус |
| ----- | ---------------- | --- |
| 1     | Сергей Антуфьев  | губернатор Смоленской области |
| 2     | Франц Клинцевич  | депутат ГД |
| 3     | Анатолий Мишнев  | |
| 4     | Наталья Аксенова | Ректор Смоленского ГИДУВа |
| 5     | Андрей Шматков   | председатель Рязанской областной организации профсоюза работников народного образования и науки РФ, выдвинута Рязанским областным объединением организаций профсоюзов |
| 6     | Артем Туров      | сопредседатель Координационного совета МГЕР |

### Тверская область
| Место | Кандидат           | Статус                                    |
| ----- | ------------------ | ----------------------------------------- |
| 1     | Андрей Шевелёв     | губернатор Тверской области               |
| 2     | Владимир Васильев  | депутат ГД                                |
| 3     | Виктор Абрамов     | депутат ГД                                |
| 4     | Светлана Максимова | председатель регионального союза фермеров |
| 5     | Андрей Епишин      | спикер областного парламента              |

## Внутрипартийные выборы 2016 года

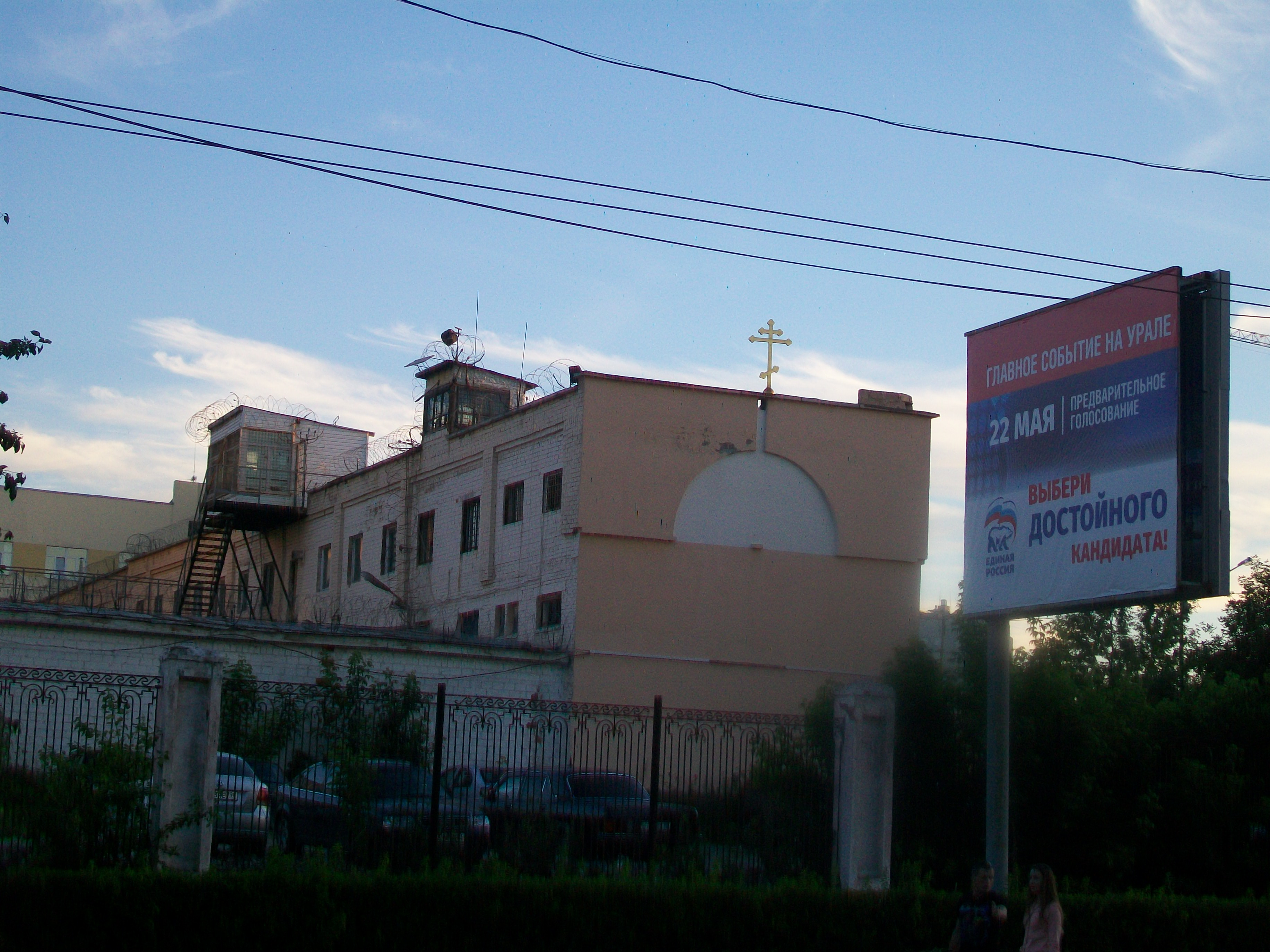
Щит с призывом идти на предварительное голосование, установленный у исправительной колонии Екатеринбурга. Заключённые были лишены права участвовать во внутрипартийных выборах «Единой России»

22 мая 2016 года «Единая Россия» провела самые большие внутрипартийные выборы по количеству избирателей. Впервые по всей стране на внутрипартийных выборах, проходящих формально для отбора кандидатов от партии для выборов в Государственную думу, мог проголосовать любой гражданин, обладающий активным избирательным правом. Однако, после выборов оказалось, что их результаты для партии не обязательны. Ряд победителей был снят партийным руководством. По 18 одномандатным округам, где 22 мая 2016 года прошли внутрипартийные выборы, «Единая Россия» не стала вовсе выдвигать своих кандидатов. В Свердловской области 2-е и 3-е места в региональном партийном списке получили лица, которые на голосовании 22 мая 2016 года заняли 9-е и 10-е места. По Нижнетагильскому одномандатному округу был выдвинут партией кандидат, который на внутрипартийные выборах 22 мая 2016 года занял 4-е место в этом округе. Не было исполнено обещание партийного руководства о том, что только участник выборов может быть выдвинут кандидатом в Госдуму. Ряд лиц, которые не даже не участвовали в внутрипартийных выборах, были включены в 2016 году в список кандидатов в Госдуму от «Единой России» по предложению её лидера Д. А. Медведева.
На муниципальном уровне после этой даты, прошло предварительное голосование в Пермскую городскую думу

### Отказ от участия
Губернатор Иркутской области Дмитрий Мезенцев публично отказался от участия в внутрипартийных выборах, несмотря на то, что он был включен в список кандидатов, а его имя напечатано на бюллетенях для голосования. Более того, Мезенцев участвовал в первом туре и занял всего восьмое место..
По сообщениям СМИ, в 2016 году органы исполнительной власти, в Чувашской республике, Пермском крае, Самарской области, Республике Карелия, Хабаровском крае оказывали давление на должностных лиц подведомственных учреждений, несогласованным сотрудникам которых, настойчиво рекомендовалось не участвовать в предварительном голосовании. Подобные действия являются нарушением ст. 10, ФЗ-95. Руководство данных организаций отметило, что никаких обязательств не выставлялось, никого не заставляли, а только проинформировали о том, что такое внутрипартийные выборы и как они будут проводиться.
По некоторым сообщениям, в Республике Карелия, после проведения бесед с зарегистрированными участниками, более половины отказались от участия. На руководителя администрации Губернатора Пермского края Анатолия Маховикова, Министра экономического развития Самарской области Александра Кобенко партийным проектом «КАНДИДАТ» направлялись жалобы в УФСБ и Прокуратуру.

### Отмена результатов
8 сентября на встрече Владимира Путина с жителями Приморья депутат Владивостокской городской думы Георгий Мартынов сообщил председателю «Единой России», что, по его мнению, предварительные голосования в городах Артём и Находка были сфальсифицированы в пользу людей, которых продвигает местная власть. Владимир Путин аннулировал результаты предварительного голосования в этих городах, отметив, что в целом система предварительного голосования работает хорошо.

### Игнорирование результатов
В 2011 году результаты голосования на «Общенародном праймериз» были в большинстве случаев проигнорированы. Из 80 списков региональных групп кандидатов в депутаты Государственной думы, которых выдвинул съезд «Единой России» только восемь списков совпали со списками победителей «Общенародного праймериз». Все же мероприятие сыграло роль в отсеве кандидатов: имели место случаи, когда действующие депутаты Государственной думы, увидев, что не пользуются поддержкой выборщиков, снимали свои кандидатуры. Например, в Алтайском крае в 2011 году с голосования снялись два действующих депутата Государственной думы после того, как один из них получил низкий результат на первых 4-х площадках для голосования, а второй проиграл по итогам 11 площадок.

## Внутрипартийные выборы 2017 года
28 мая 2017 состоялось проведение предварительного голосования, на довыборы в Волгоградской области, городскую думу Томска и выборы депутатов Законодательного Собрания Пензенской области, Краснодарского края, Ленобласти, а также в Саратове, Кирове, Камчатке, Алтайском крае, муниципальных образований Москвы.